# Anita Stukāne
Anita Stukāne (verheiratete Balode-Stukāne; * 9. Februar 1954 in Cesis, Lettische SSR) ist eine ehemalige lettische Weitspringerin, die für die Sowjetunion startete.
1979 siegte sie beim Leichtathletik-Weltcup in Montreal und bei der Universiade.
Im selben Jahr wurde sie Sowjetische Meisterin.

## Persönliche Bestleistungen
- Weitsprung: 6,80 m, 12. September 1979, Mexiko-Stadt
  - Halle: 6,62 m, 17. Januar 1982, Vilnius